# FC Lausanne-Sport
A Lausanne-Sport svájci labdarúgócsapat, melynek székhelye Lausanne-ban található. 2023 óta a svájci első osztályban szerepel.
Az 1930-as évek kiemelkedő csapata volt, eddig 7 bajnoki címet és 9 kupagyőzelmet szerzett.

## Története
A csapatot 1896-ban alapították Montriond Lausanne néven. 1920-ban vette fel mai nevét, mikor egyesült a Club Hygiénique de Lausanne-nal. A klub legsikeresebb időszaka az 1930–1960-as évek között volt, hat-hat bajnoki címet és kupát nyertek el. A 2001–2002-es szezon végén kiestek, mert a következő idényre nem szerezték meg a szükséges engedélyeket. 2003-ban újraalapították a csapatot és a negyedosztályban kellett kezdeniük. 2005-re már a másodosztályban játszottak, ahol további hat évet töltöttek el. A következő évtizedekben gyakran feljutottak, majd kiestek az élvonalból. 2017-ben megvásárolta a csapatot a brit Ineos vegyipari vállalat Jim Ratcliffe vezetésével, stadiont is építettek az új tulajdonosok Stade de la Tuilière néven. Első igazolásuk Enzo Fernández volt, de kiestek a szezon végén. Ezt követően ismét feljutottak, majd kiestek. 2023 óta szerepelnek ismét az első osztályban.

## Sikerei, díjai
Super League
- Bajnok (7): 1912–13, 1931–32, 1934–35, 1935–36, 1943–44, 1950–51, 1964–65
- Ezüstérmes (7): 1946–47, 1954–55, 1961–62, 1962–63, 1968–69, 1969–70, 1999–2000
- Bronzérmes (8): 1942–43, 1945–46, 1947–48, 1949–50, 1953–54, 1965–66, 1997–98, 1998–99

Svájci Kupa
- Győztes (9): 1934–35, 1938–39, 1943–44, 1949–50, 1961–62, 1963–64, 1980–81, 1997–98, 1998–99
- Döntős (8): 1936–37, 1945–46, 1946–47, 1956–57, 1966–67, 1983–84, 1999–2000, 2009–10

Svájci Ligakupa
- Döntős (1): 1980–81

Vásárvárosok kupája
- Elődöntős (1): 1957

## Játékoskeret
2025. július 10. szerint.
| #  |     | Poszt | Név                   |
| -- | --- | ----- | --------------------- |
| 1  | SUI | K     | Thomas Castella       |
| 2  | FRA | KP    | Brandon Soppy         |
| 5  | SUI | V     | Bryan Okoh            |
| 6  | BEL | KP    | Noë Dussenne          |
| 7  | KOS | CS    | Alban Ajdini          |
| 8  | SWE | KP    | Jamie Roche           |
| 9  | SEN | CS    | Mamadou Kaly Sène     |
| 10 | SUI | KP    | Olivier Custodio      |
| 11 | ENG | CS    | Nathan Butler-Oyedeji |
| 14 | FRA | V     | Kévin Mouanga         |
| 18 | CGO | V     | Morgan Poaty          |

| #  |     | Poszt | Név                                                          |
| -- | --- | ----- | ------------------------------------------------------------ |
| 22 | FRA | CS    | Enzo Kana-Biyik (kölcsönben a Manchester United csapatától)  |
| 23 | USA | CS    | Konrad de la Fuente                                          |
| 25 | CRO | K     | Karlo Letica                                                 |
| 27 | MRT | KP    | Beyatt Lekweiry                                              |
| 43 | AUT | V     | Manuel Polster                                               |
| 44 | SUI | V     | Dircssi Ngonzo                                               |
| 70 | MLI | CS    | Gaoussou Diakité (kölcsönben a Red Bull Salzburg csapatától) |
| 71 | SUI | V     | Karim Sow                                                    |
| 80 | SUI | KP    | Alvyn Sanches                                                |
| 93 | FRA | V     | Sekou Fofana                                                 |
| 94 | SUI | K     | Tim Hottiger                                                 |

## Vezetőedzők
- Billy Hunter (1922–23)
- Jimmy Hogan (1925)
- Fred Spiksley (1928)
- Robert Pache (1931–32)
- Jimmy Hogan (1933–34)
- Alwin Riemke (1934–35)
- Friedrich Kerr (1939)
- Frank Séchehaye (1942–43)
- Fritz Leonhardt és  Georg Baumgartner (1943–45)
- Louis Maurer (1945–50)
- Volentik Béla (1950–51)
- Jacques Spagnoli (1951–53)
- Joseph Schaefer (1953–54)
- Bram Appel (1954–55)
- Fernand Jaccard (1955–57)
- Walter Presch (1957–60)
- Albert Châtelain (1960–61)
- Charles Marmier and  Frank Séchehaye (1961–62)
- Jean Luciano (1962–64)
- Roger Reymond and  Roger Bocquet (1964)
- Roger Reymond (1964–65)
- Kurt Linder (1965–66)
- Wilhelm Hahnemann (1966–67)
- Roger Vonlanthen (1967–72)
- Louis Maurer (1972–74)
- Paul Garbani (1974–76)
- Miroslav Blažević (1976–79)
- Charly Hertig (1979–82)
- Péter Pázmándy (1982–84)
- Radu Nunweiller (1984–87)
- Umberto Barberis (1987–93)
- Marc Duvillard (1993–94)
- Martin Trümpler (1994–95)
- Georges Bregy (1995–97)
- Radu Nunweiller és  Pierre-André Schürmann (1998)
- Pierre-André Schürmann (1998–2000)
- Victor Zvunka (2000–01)
- Radu Nunweiller (2001)
- Umberto Barberis (2002)
- Pablo Iglesias (2002–03)
- Gabriel Calderón (2003)
- Jochen Dries (2003–04)
- Gérard Castella (2005–06)
- Alain Geiger (2006)
- Paul Garbani és  P. Isabella (megbízott) (2006)
- Stéphane Hunziker és  Patrick Isabella (2007)
- Umberto Barberis (2007)
- Thierry Cotting (2007–08)
- John Dragani (2008–10)
- Soós Árpád (2010)
- Martin Rueda (2010–12)
- Laurent Roussey (2012–13)
- Alexandre Comisetti (2013)
- Henri Atamaniuk (2013–14)
- Francesco Gabriele (2014)
- Marco Simone (2014–15)
- Fabio Celestini (2015–18)[4][5]
- Giorgio Contini (2018–21)[6]
- Ilija Borenović (2021–22)[7]
- Ludovic Magnin (2022–25)